# 카라한 선언

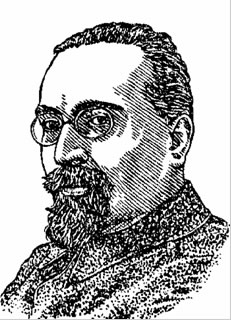
소련 외교관 레프 카라한 (1889–1937)은 1919년 중국과의 관계에 관한 선언문을 발표했다.

카라한 선언은 1919년 7월 25일자 중국에 대한 소련의 정책 성명이었다. 이는 소련 러시아 외무인민위원 대리인 레프 카라한이 발표했다. 이 선언은 차르 시대에 점령된 중국 영토, 치외법권, 경제적 이권, 러시아의 의화단 배상금 지분 등 러시아가 중국에서 조약으로 얻은 다양한 권리를 포기하겠다고 제안했다. 이러한 조약과 유사한 조약들은 중국 민족주의자들에 의해 "불평등"하다고 비난받았다. 이 선언은 중국인들 사이에서 러시아와 마르크스주의에 대한 호의적인 인상을 심어주었다. 이는 종종 일본에 산둥성을 부여한 베르사유 조약 (1919년)과 대비되었다.
이 선언은 시베리아로 진격하는 볼셰비키의 필요성에 의해 촉발되었으며, 이는 중국과의 관계를 수립해야 할 필요성을 만들었다. 볼셰비키는 중국인을 "동방의 억압받는 민족" 중 하나로 보았고, 따라서 제국주의 세력에 맞서는 잠재적인 동맹자로 보았다.
이 선언은 "중국 인민과 남북 중국 정부"에게 보내졌다. 당시 러시아와 중국 모두 내전 상태였기 때문에 외교 교환은 종종 지연되었다. 이 문서는 1919년 8월 모스크바에서 출판되었지만, 1920년 2월에야 중국 외교관들에게 공식적으로 제출되었다. 이때 제출된 버전에는 "소비에트 정부는 동청 철도를 어떤 보상도 없이 중국 인민에게 돌려준다"는 구절이 포함되어 있다.
6개월 후, 카라한은 중국인들에게 이 놀라운 제안이 포함되지 않은 두 번째 선언문을 직접 전달했다. 실제로 소련 당국은 그런 제안을 한 적이 없다고 부인했다. 철도 제안은 "실수"로 포함되었다고 그들은 설명했다. 소련은 철도 제안이 베이징에서 열렬한 반응을 일으켜 일본에 대항하는 중소 동맹으로 이어지기를 바랐을 수도 있다. 일본과 밀접한 관계를 맺고 있던 베이징의 군벌들은 주저하며 반응했다. 바라던 동맹이 불가능하다는 것이 드러나자 러시아는 제안을 철회했다. 어쨌든 동청 철도에 대한 통제를 포함하여 중국에 대한 전통적인 러시아의 이권과 권리는 1924~1925년에 맺은 일련의 비밀 협정에서 재확인되었다.
이 선언은 중국 공산주의 발전의 중요한 시기에 나왔다. 이는 마르크스주의에 대한 관심을 고취시켰고, 따라서 1921년 중국 공산당 창당에 중요한 역할을 했다.

## 유효성 문제
1858년, 시베리아 총독 무라비요프는 몇 척의 포함을 이끌고 아무르강을 따라 항해했다. 그는 청나라 정부에게 스타노보이 산맥부터 아무르강까지의 땅을 요구했다. 이 땅은 아무르강 서쪽에 있는 땅이다. 다른 침략(영국, 프랑스)에 몰두하고 있던 청나라는 (군대가 멀리 떨어져 있어) 방어할 수 없는 위치에 있었고, 따라서 1858년 5월 28일 아이훈 조약을 체결하며 그 땅을 양보했다. 무라비요프는 불과 2년 후 이 전술을 다시 사용했으며 (아무르강을 따라 포함을 내려보냄) 청나라에게 아이훈 조약을 비준하고 1860년 11월 14일 태평양까지 아무르강 동쪽의 땅을 양도하는 새로운 조약인 베이징 조약을 체결하도록 강요했다. 이전에 북만주였던 이 땅은 이제 러시아 극동의 프리아무르와 프리모리에가 되었다. 러시아(그리고 소련)가 이 지역에 대한 통제를 찬탈하고 1970년대까지 새로운 현대적인 역사와 명칭을 재명명하고 만들어낸 다양한 이야기 중 스티븐의 '러시아 극동'이 아마도 가장 좋을 것이다. 1858년부터 1921년까지 러시아/소련에 빼앗긴 중국과 총 영토의 즉흥적인 지도를 보라 (지도 참조).

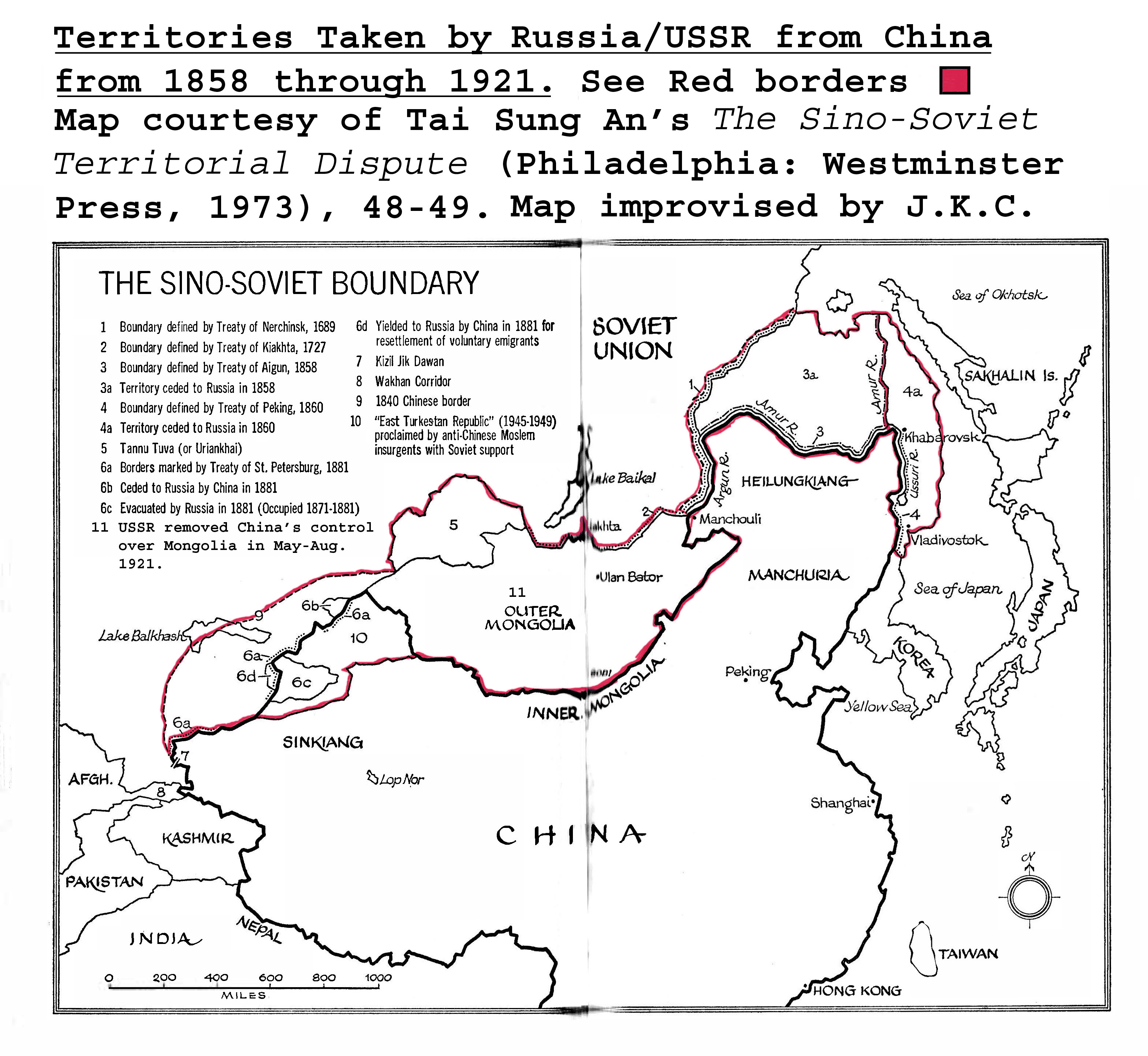
이 지도는 러시아와 소련 러시아가 1858년부터 1921년까지 중국에서 빼앗은 모든 영토를 보여준다.

이제 우리는 "왜 카라한 선언(선언문)이 중국에 전달되었는가?"라는 질문으로 돌아간다. 소련과 그 대표인 소련 외무부 차관 레프 카라한은 중국이 아무것도 돌려줄 것을 요구하지 않고 상당히 많은 것을 중국에 제안했다. 그렇다면 왜 그랬을까? 1918년부터 1922년 10월까지 러시아 내전은 볼셰비키(적군)와 백군(백군) 사이에 격렬하게 벌어졌다. 백군 또는 백위대는 연합군의 지원을 받았다. 1918년 연합군은 12개국 이상(일본, 폴란드, 중국, 미국, 영국, 캐나다, 호주, 인도, 남아프리카 등 수많은 국가들이 병력을 파견했으며 일본이 가장 많은 73,000명의 병력을 파견했다)으로 구성되어 있었는데, 이들은 볼셰비키와 공산주의 이념을 구 러시아 제국에서 제거하려 했다. 볼셰비키에게는 격동적이고 불확실한 시기였다. 당시 만주에는 대부분 반볼셰비키 성향의 구 러시아(차르 시대) 시민이 15만 명 이상 있었다. 따라서 볼셰비키는 중국의 충성을 얻고 만주에 기반을 둔 또 다른 연합군 전선으로부터 러시아를 보호하기 위해 동청 철도와 다른 영토를 중국에 반환하려 했다.

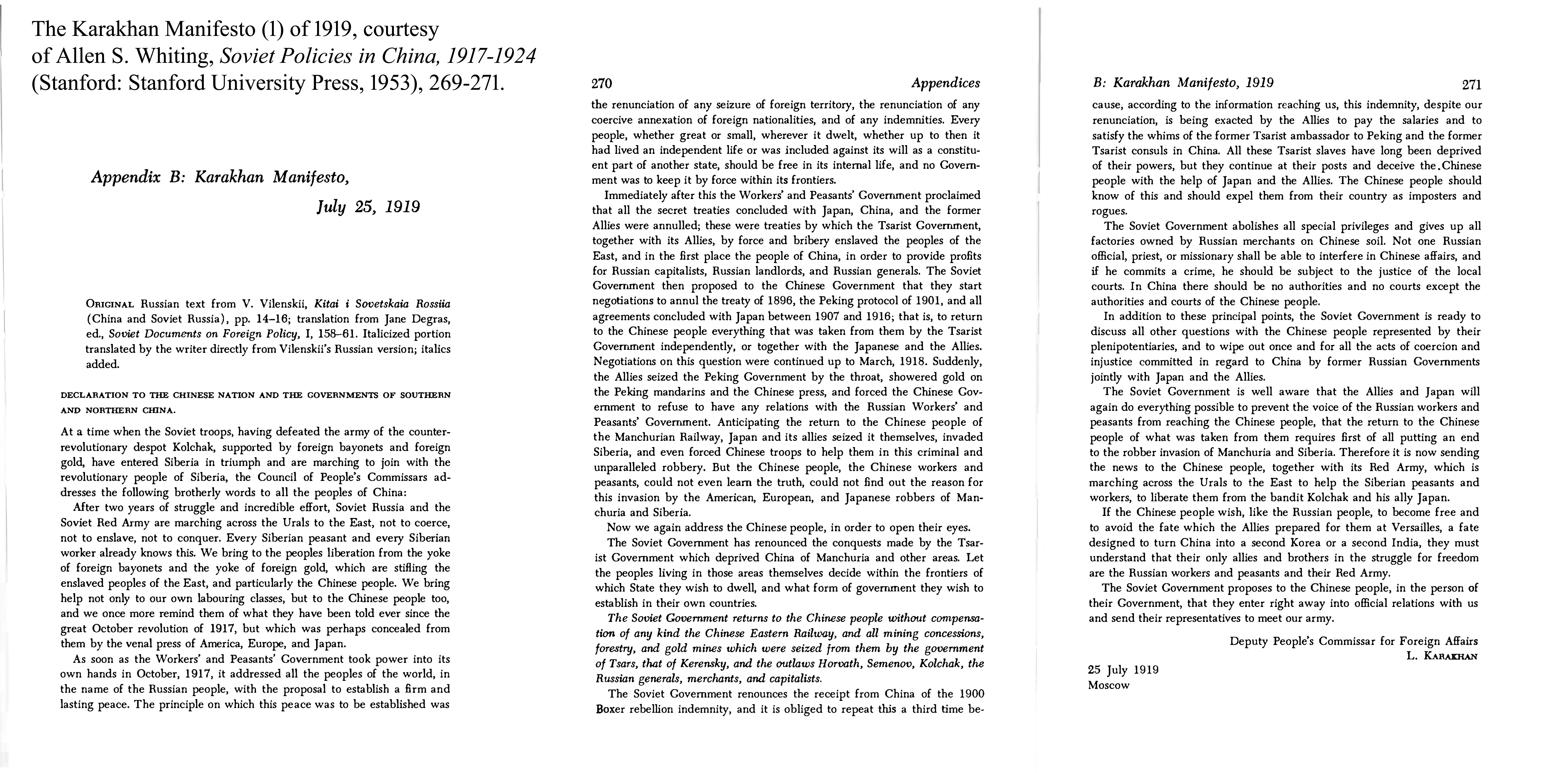
카라한 선언 I (1919년 7월 25일 서명). 앨런 S. 휘팅의 '중국의 소련 정책, 1917-1924' 제공.

1919년 7월 25일과 1920년 9월 27일의 카라한 선언은 "차르 정부가 단독으로 또는 일본 및 연합군과 함께 취득한 모든 것 (p. 270)"을 중국에 반환할 것을 제안했다. 이것은 1919년과 1920년에 북만주, 즉 러시아 극동의 상당 부분을 중국에 반환하겠다는 제안이었다. 소련은 두 개의 카라한 선언(선언문)을 철회하거나 취소하거나 무효화하겠다는 여러 주장을 했다. 그러나 이 선언은 레프 카라한 자신이 소련 외교관으로 재직 중일 때 서명했다. 첫 번째 카라한 선언은 다음과 같이 제안했다.
소비에트 정부는 차르 정부가 중국으로부터 만주 및 기타 지역을 빼앗은 정복을 포기했다.... 소비에트 정부는 어떠한 보상도 없이 동청 철도와 차르 정부에 의해 그들에게서 강탈당한 모든 광업권, 임업권, 금광을 중국 인민에게 반환한다...— Whiting, Soviet Policies, p. 270

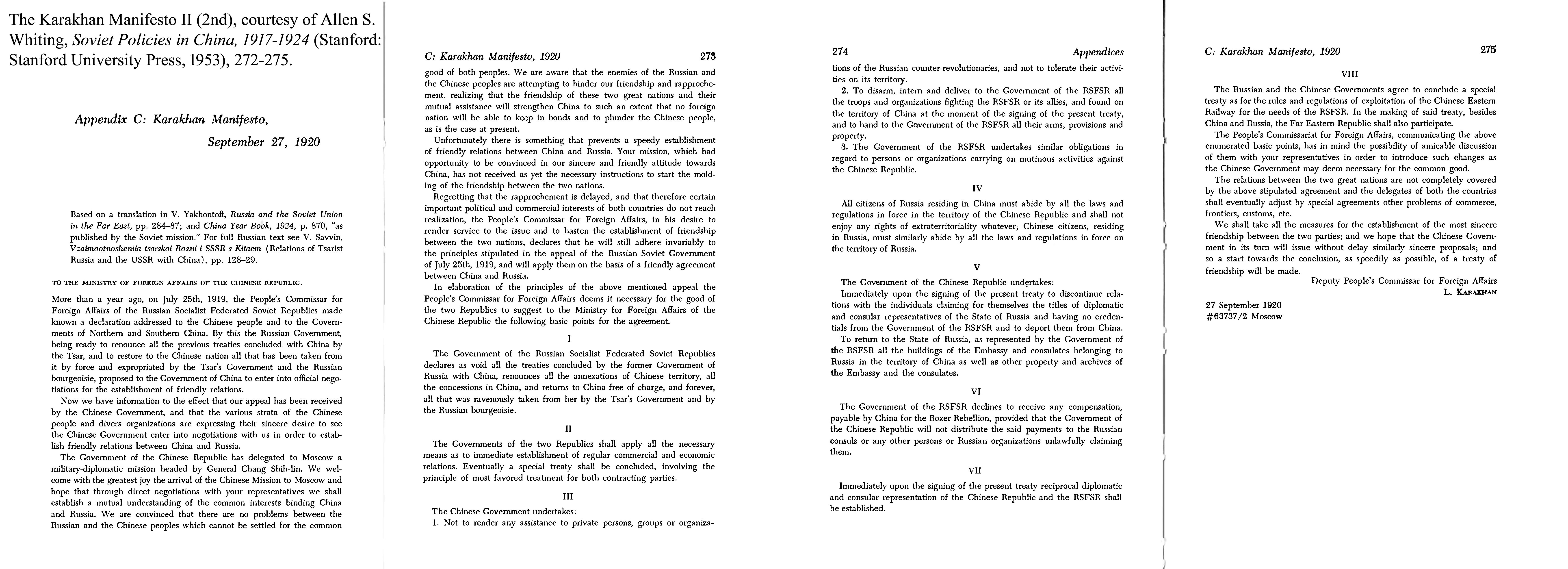
1920년 카라한 선언 II

두 번째 카라한 선언은 1년 2개월 뒤인 1920년 9월 27일에 작성되었다. 그 내용은 다음과 같다.
러시아 사회주의 연방 소비에트 공화국 정부는 구 러시아 정부가 중국과 체결한 모든 조약을 무효로 선언하며, 중국 영토의 모든 합병, 중국 내 모든 이권을 포기하고, 차르 정부와 러시아 부르주아지가 중국으로부터 탐욕스럽게 빼앗은 모든 것을 중국에 무상으로, 그리고 영원히 반환한다.— Whiting, Soviet Policies, p. 273

그러나 카라한은 소련 인민 외무부 차관(또는 인민위원)이었다. 그는 중국에 일방적인 제안을 했고, 그 자신만이 서명하여 1919년과 1920년에 이 서명된 선언을 중국에 제출했다. 따라서 중국만이 그 제안을 수락하거나 거부할 법적 권리가 있다. 그러므로 카라한 선언이 유효한지 여부에 대한 답은 관점에 따라 달라진다. 현재 러시아 연방은 그들이 문서와 관계없이 150년 이상 점유해 온 영토이기 때문에 유효하다고 보지 않는다. 반대로 타이완은 "선언문"을 유효하다고 보는 반면, 중국은 아직 공식적인 입장을 밝히지 않았다. 그러나 중국은 2023년 2월 러시아 극동 지도를 다시 그려 블라디보스토크를 "하이선와이(海參崴)"로, 하바롭스크를 "볼리(伯力)"로 불렀다. 이는 두 정착지의 옛 중국어 이름이었다. 러시아는 1991년과 2004년의 러시아-국경 조약이 2024년 현재 지도에 있는 러시아-중국 국경을 설정했다고 간주한다.
그럼에도 불구하고 두 명의 미국 역사가인 브루스 A. 엘르만(Bruce A. Elleman)과 존 K. 창(Jon K. Chang)은 카라한 선언이 일방적이고 법적 구속력이 있는 선언으로서 유효하며 여전히 존재한다고 믿는다. 이들은 양 당사자가 서명할 필요가 있는 조약이나 협정이 아니다. 창과 엘르만은 자신들의 주장을 강조하기 위해 추가 기사를 덧붙였다. 라이의 "도전"은 비범한 것이었으며, 중국(중화민국과 중화인민공화국)이 러시아에게 영토를 중화인민공화국-중국으로 반환하기를 원한다는 노골적이고 직접적인 선언이었다 (영토는 중국에서 가져간 것이므로 중화민국 타이완이 아닌 그곳으로 돌아와야 한다).
또한 엘르만의 '외교와 기만'은 1924년 소련 외무부 차관 레프 카라한과 소련과의 협상을 담당하던 중국 대표 C.T. 왕이 서명한 비밀 의정서라는 추가 문서를 제공한다. 엘르만에 따르면 이 비밀 의정서는 이전 합의(선언문)가 "폐지된 것이 아니라 단순히 시행되지 않았을 뿐"이라고 판결했다. 카라한 선언을 수락하거나 무효화하는 결정은 향후 회의 및 협상에 달려 있을 것이라고 한다 (pp. 100–102). 이에 동의하지 않는 사람들도 있는데, 국제 관계 학자인 세르게이 라드첸코(Sergey Radchenko)가 그 예이다. 타이완의 라이 총통이 중국이 "잃어버린 영토"를 되찾기 위해 러시아를 침공할 것이라는 농담을 했을 때(2024년 9월 2일), 라드첸코는 라이가 "심각하게 잘못 이해하고 있다"고 말했다. 라드첸코는 이어서 "중국은 이 영토에 대한 러시아의 주권을 완전히 인정한다"고 말하며 중국을 대변했다. 그가 중국 시민이었던 적이 없고, 오히려 구 소련 시민이자 (1991년 이후 공개 자료에 따르면) 러시아 시민이었기 때문에 이것 역시 "잘못 이해한" 것으로 볼 수 있다.
다음날인 2024년 9월 3일, 러시아 국영 통신사 타스(TASS)는 "러시아, 중국 영토 주장 포기 공식 확인"이라는 제목의 기사를 발행했다. 이 기사는 러시아 외무부 대변인 마리아 자카로바(Maria Zakharova)의 말을 인용한 것으로 추정된다. 자카로바가 실제로 한 말은 매우 의미심장했다. 그녀는 "우리는 베이징의 친구들도 같은 입장을 공유하고 있다고 확신한다"고 말했다. 이 진술은 그녀가 "확신"했지만 완전히 확신하지는 못했기 때문에 약간의 의심을 내비친 것이다. 자카로바는 또한 라이에 대해 경멸적인 언급을 덧붙였다 (그를 "변두리 정치인"이라고 지칭하며). 라드첸코의 "잃어버린 영토" 회복에 대한 중국의 유효성에 대한 이전 발언은 타스의 입장과 일치한다.